# Équipe de Birmanie des moins de 20 ans de football
Maillots
L'équipe de Birmanie de football est une sélection des meilleurs joueurs juniors birmans placée sous l'égide de la Fédération de Birmanie de football.

## Histoire
L’équipe de la Birmanie des moins de 20ans a longtemps dominé le football juniors en Asie , elle reste parmi les meilleur avec un palmarès qui fait d’eux la deuxième équipe la plus titrée d’Asie.

## Parcours en Coupe du monde
L’équipe de la Birmanie n’a pas pu joué la coupe du monde autant de fois qu’elle a été championne, Puisque quel existe depuis 1977.
| 2015 | Phase de groupe |
| 2017 | Non qualifiée   |
| 2019 | Non qualifiée   |
| 2021 | Annulé          |
| 2023 | Non qualifiée   |
| 2025 | Non qualifiée   |

## Parcours en championnat d'Asie
| Championnat d'Asie U-20 | Championnat d'Asie U-20 | Championnat d'Asie U-20 | Championnat d'Asie U-20 | Championnat d'Asie U-20 | Championnat d'Asie U-20 | Championnat d'Asie U-20 | Championnat d'Asie U-20 | Championnat d'Asie U-20 |
| année                   | Résultat                | J                       | V                       | N                       | D                       | BP                      | BC                      |                         |
| ----------------------- | ----------------------- | ----------------------- | ----------------------- | ----------------------- | ----------------------- | ----------------------- | ----------------------- | ----------------------- |
| 1959                    | Phase de groupe         | 4                       | 3                       | 1                       | 0                       | 24                      | 11                      |                         |
| 1960                    | Phase de groupe         | 3                       | 1                       | 0                       | 2                       | 10                      | 7                       |                         |
| 1961                    | Champions TP            | 5                       | 3                       | 2                       | 0                       | 13                      | 8                       |                         |
| 1962                    | Phase de groupe         | 4                       | 1                       | 0                       | 3                       | 1                       | 8                       |                         |
| 1963                    | Champions TP            | 6                       | 4                       | 2                       | 0                       | 17                      | 5                       |                         |
| 1964                    | Champions TP            | 4                       | 2                       | 1                       | 1                       | 8                       | 3                       |                         |
| 1965                    | Finaliste               | 6                       | 5                       | 0                       | 1                       | 13                      | 6                       |                         |
| 1966                    | Champions TP            | 7                       | 5                       | 1                       | 1                       | 23                      | 4                       |                         |
| 1967                    | 3e Place                | 6                       | 5                       | 0                       | 1                       | 14                      | 1                       |                         |
| 1968                    | Champions               | 7                       | 6                       | 1                       | 0                       | 23                      | 3                       |                         |
| 1969                    | Champions TP            | 6                       | 4                       | 2                       | 0                       | 22                      | 6                       |                         |
| 1970                    | Champions               | 6                       | 5                       | 0                       | 1                       | 15                      | 1                       |                         |
| 1971                    | 3e Place                | 6                       | 4                       | 1                       | 1                       | 16                      | 2                       |                         |
| 1972                    | Quart de finale         | 4                       | 3                       | 0                       | 1                       | 12                      | 2                       |                         |
| 1973                    | Quart de finale         | 4                       | 3                       | 0                       | 1                       | 8                       | 3                       |                         |
| 1974                    | Phases de groupe        | 3                       | 1                       | 1                       | 1                       | 2                       | 2                       |                         |
| 1975                    | Phases de groupe        | 4                       | 1                       | 2                       | 1                       | 4                       | 4                       |                         |
| 1976                    | Quart de finale         | 4                       | 2                       | 0                       | 2                       | 11                      | 3                       |                         |
| 1977 à 1998             | NP                      |                         |                         |                         |                         |                         |                         |                         |
| 2000 à 2012             | NQ                      |                         |                         |                         |                         |                         |                         |                         |
| 2014                    | Demi-finals1            | 5                       | 2                       | 1                       | 2                       | 6                       | 5                       |                         |
| 2016 à 2025             | NQ                      |                         |                         |                         |                         |                         |                         |                         |
| Total                   | 7                       | 94                      | 60                      | 15                      | 19                      | 242                     | 84                      |                         |

- TP : Titre Partagé
- NP : Aucune Participation
- NQ : Non Qualifiée